# Luis Carlos Barragán

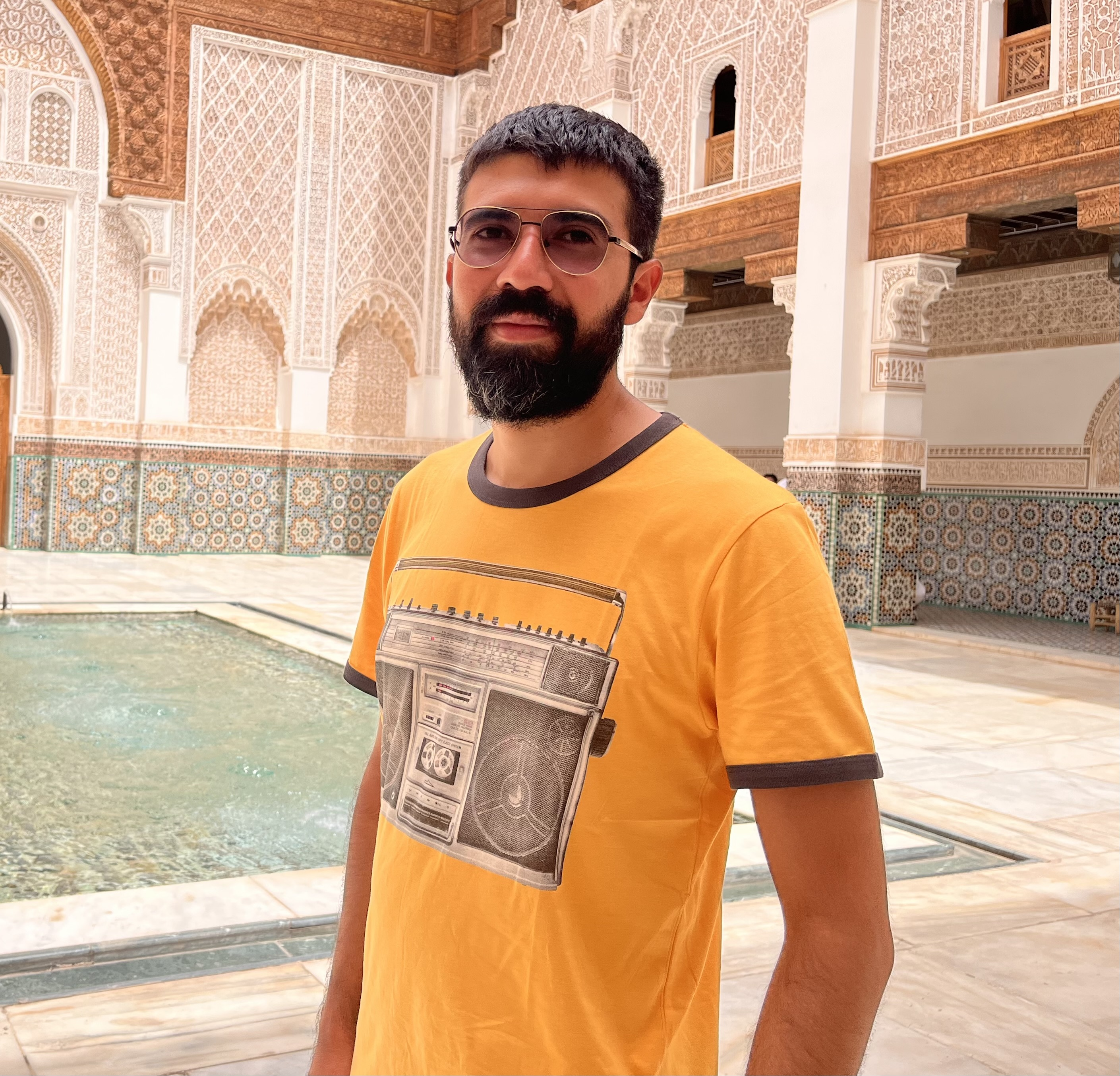
Luis Carlos Barragán en Ben Youssef Madrasa, Marrakech, Marruecos, 2023.

Luis Carlos Barragán Castro (n. Bogotá, 1988) es un escritor e ilustrador colombiano especializado en ciencia ficción.

## Vida
Luis Carlos Barragán nació en Bogotá, Colombia. Estudió Artes Plásticas en la Universidad Nacional de Colombia; y tiene un máster en Historia del Arte Islámico de la Universidad Americana en El Cairo. Su novela Vagabunda Bogotá fue ganadora del X Premio de novela de la Cámara de Comercio de Medellín y nominada al Rómulo Gallegos en el 2013, y en el 2012 ganó el II Premio de Historias de Amor de Timbío, Cauca. En el 2018 también ganó el Premio George Scanlon por sus tesis de maestría, así como el primer premio del Concurso de Ucronías Perú. Fue mención en el concurso de cuentos Mirabilia 27+, y recibió una mención de honor por su novela El Gusano en el concurso de novela de ciencia ficción Isaac Asimov del Ateneo de Puerto Real, España, publicada en Colombia. Ha publicado varios cuentos en la revista Argentina de Ciencia Ficción PROXIMA, en España en la revista Supersonic, y en Colombia en Cosmocápsula, Circe Literaria y Capital Letter. Fue seleccionado en las antologías españolas de fantasía y ciencia ficción: Verbum, del grupo español Fata Libelli, Fabricantes de sueños de la AECFT y America Fantástica, así como en la antología Paisajes perturbadores, editada en Argentina, y en Relojes que no marcan la misma hora, en Colombia, editada por Rodrigo Bastidas.
Luis Carlos es conocido por usar la ciencia ficción, el New Weird, el horror corporal y el surrealismo en sus novelas y cuentos, y por unir este temario con la realidad colombiana, y con temas LGBTI. 

## Obra publicada
Novela
- Vagabunda Bogotá, (2011)
- El Gusano, (2018)
- Parásitos Perfectos, (2021)
- Tierra Contrafuturo, (2021)

Cuento
- Colección de cuentos: Parásitos perfectos (2021)
- Simbiosis, revista Próxima n.º 22, 2014, y en la antología América Fantástica, 2019
- Linda, revista Próxima n.º 23, 2014, y en Fabricantes de sueños, AEFCFT, 2016
- Callejon Z, revista Próxima n.º 29, 2016
- Quimera, en la antología Verbum, 2016
- BRT, revista Próxima n.º 36, 2017
- Eufóricos caminantes nocturnos, en la antología de ciencia ficción Relojes que no marcan la misma hora, 2017.
- Teología de los campos de fuerza, Revista Supersonic, 2019
- Instrumentalización uterina e industria nacional, en la antología Paisajes perturbadores, 2019
- Cefalomorfos, Ruido Blanco 7, 2019
- Androides por Subcontratación, en Lo sintético: Narraciones sobre robots, seres poshumanos e inteligencias artificiales, 2019
- Om-Phalos 9, Revista El juguete Rabioso, 2019
- Túneles, revista Próxima n.º 42, 2019